# Риженков Олександр Миколайович
Риженков Олександр Миколайович (5 червня 1950, Донецьк) — голова правління, генеральний директор ВАТ «Донецький металургійний завод», ЗАТ «Донецьксталь». Герой України (2010).

## Біографія
Народився Риженков Олександр Миколайович у Донецьку. Закінчив Донецький політехнічний інститут за фахом «металургія чорних металів» у 1972 р.
У 1972—1980 рр. Риженков Олександр Миколайович працював на Донецькому металургійному заводі, в 1980—1994 рр. — у партійних та виконавчих органах Ленінського району м. Донецька. У 1994—1996 рр. — Генеральний директор Донецького металургійного заводу.
З 1996 р. Риженков Олександр Миколайович — голова правління ВАТ «Донецький металургійний завод».
З грудня 1994 року — Голова Правління — генеральний директор Донецького металургійного заводу, а з грудня 2002 року по листопад 2012 року — Генеральний директор — Голова правління ПрАТ «Донецьксталь» — металургійний завод". З листопада 2012 року — президент ПрАТ «Донецьксталь» — металургійний завод".
10 листопада 2012 року О. М. Риженков був обраний народним депутатом України.
З 25 грудня 2012 року О. М. Риженков очолює Комітет з питань фінансів та банківської діяльності Верховної Ради України.
Риженков Олександр кандидат економічних наук, заслужений працівник промисловості України, лауреат Державної премії України в галузі науки і техніки.
У 2009 р. Риженкова Олександра Миколайовича було визнано одним із найкращих топ-менеджерів за версією ТОП-100. 100 найкращих топ-менеджерів України.

## Нагороди
- 21 серпня 2010 року Указом Президента України В. Ф. Януковича № 858/2010 присвоєно звання Герой України з врученням ордена Держави — за визначний особистий внесок у зміцнення промислового потенціалу України, виробництво конкурентоспроможної металургійної продукції, впровадження високоефективних форм господарювання, багаторічну самовіддану працю.[3]
- Орден князя Ярослава Мудрого V ст. (16 січня 2009)[4]
- Орден «За заслуги» I ст. (22 червня 2007)[5], II ст. (23 серпня 2005)[6], III ст. (21 серпня 2001)[7]
- Заслужений працівник промисловості України (25 липня 1997)[8]
- Державна премія України в галузі науки і техніки 2002 року — за розробку і реалізацію енерго- і ресурсозберігаючих технологічних циклів виробництва конкурентоспроможних металовиробів на основі комплексу печей-ковшів і машин безперервного лиття заготовок (у складі колективу)[9]
- Відзнака Президента України — ювілейна медаль «20 років незалежності України» (19 серпня 2011)[10]